# ジェイ・クルー
株式会社ジェイ・クルー（英社名：J-crew）は、東京都港区東麻布に所在するテレビ番組のロケーション撮影・ENG技術を行う会社である。

## 概要
1999年（平成11年）7月1日に元共同テレビジョン取材技術部（現・映像取材部）のフリー撮影技師スタッフ（鈴木謙友・川口宏樹・野坂和宏・江藤恭真）4名が自ら結集して創業。

## 主な作品

### テレビ番組

#### 現在
日本テレビ系列
- 有吉ゼミ
- あのニュースで得する人損する人
- 行列のできる法律相談所
- 人生が変わる1分間の深イイ話
- 月曜から夜ふかし

TBS系列
- 徳光和夫の感動再会"逢いたい"（現在、不定期特番継続中）
- 櫻井有吉THE夜会
- カイモノラボ

MBSテレビ
- サタデープラス
- 情熱大陸
- 月曜日のMACO

テレビ朝日系列
- トリハダ（秘）スクープ映像100科ジテン（現在、不定期特番継続中）
- 世界の村で発見!こんなところに日本人（ABC）
- たけしの健康エンターテインメント!みんなの家庭の医学（ABC）
- フリースタイルダンジョン
- 相葉マナブ - 技術協力
- 世界が驚いたニッポン! スゴ〜イデスネ!!視察団
- 世紀の瞬間 未解決事件（現在、不定期特番継続中）

テレビ東京系列
- 家、ついて行ってイイですか?
- YOUは何しに日本へ? - 技術協力
- 所さんの学校では教えてくれないそこんトコロ!
- 日曜ビッグバラエティ　仰天ニッポン滞在記（現在、不定期特番継続中）
- 主治医が見つかる診療所技術協力
- たけしのニッポンのミカタ
- 和風総本家（TVOテレビ大阪）
- 日曜ビッグバラエティ　昭和平成ヒット商品全部見せます！（現在、不定期特番継続中）
- ソレダメ!〜あなたの常識は非常識!?〜

NHK
- TOMORROW（NHK BS1）
- ごちそんぐDJ（Eテレ）
- アナザーストーリーズ 運命の分岐点（NHK BSプレミアム）

TOKYO MX
- アニ☆ステ

AbemaTV
- オタ恋
- TK Music FRESH!byAWA
- GENERATIONS高校TV

J:COM
- マジパパJAPAN
- 集合！日本全国スターペット

フジテレビ系列
- モシモノふたり技術協力
- VIRGINS〜ハジメテ乱れる女たち（フジテレビオンデマンド）

BS日テレ
- EBiDANアミーゴ
- ホテルの窓から～見る　知る　歩く　世界の街～
- 旅してHappy

BS朝日
- アメシブ〜ギリギリランキング〜
- ハラホリ
- オタ恋

BS-TBS
- 日本の名峰・絶景探訪

BSフジ
- 大杉漣の漣ぽっ
- カンニングのDAI安★吉日!
- 哀川翔のオトナ倶楽部
- おいしい記憶 〜今の私をつくってくれた あたたかな食の物語〜
- ブレイク前夜 〜次世代の芸術家たち〜オフィシャルウェブギャラリー

BSジャパン
- 価値のある家づくり!バリューハウス
- 日経プラス10 - 技術協力
- バカリズムの30分ワンカット紀行

BS11
- 尾上松也の謎解き歴史ミステリー

ファミリー劇場
- スヌ子のぶらり酔いどれ飯

BS11
- 尾上松也の古地図で謎解き!にっぽん探究

Bee TV
- オンナの噂研究所

#### 過去
日本テレビ系列
- 知ってるつもり?!
- プレイヤーズ
- ブラウンさん
- ジャパン☆ウォーカー
- ザ!鉄腕!DASH!!
- ジェネジャン
- 地球は女で回ってる?
- エンタの神様
- @サプリッ!
- ワールド☆レコーズ
- 極上!腹ぺこ旅レシピ
- アンテナ22
- ニッポン旅×旅ショー（読売テレビ）
- バック・トゥ・ザ・フーズ
- 未知の世界を撮りたい 驚き(秘)映像ハンター!ドリームビジョン
- 週刊えみぃSHOW（読売テレビ）
- 絶対やれるギリシャ神話
- 二匹目のどじょう
- なるほど!ハイスクール
- レコ☆Hits!

BS11
- EBiDANボンバー

TBS系列
- 未来ナース
- 東京ウォーキングマップ
- 金曜プリティ

フジテレビ系列
- 男と女!!雨のち晴
- 世界超密着TV!ワレワレハ地球人ダ!!
- 新常識クイズ!目からウロコ
- こたえてちょーだい!
- ザ・ジャッジ! 〜得する法律ファイル
- 力の限りゴーゴゴー!!
- デリバリー・スマップ デリ!スマ
- クイズ!ヘキサゴン
- トリビアの泉 〜素晴らしきムダ知識〜
- F2スマイル
- Dのゲキジョー 〜運命のジャッジ〜
- O・D・A〜ODAIBA ANGEL〜
- メントレG
- 全国一斉!日本人テスト
- シ・ズ・ル
- 5LDK
- 世界の絶景100選
- なるほど!ザ・ワールド
- 百識王
- 芸能界の告白
- もしも
- おじゃマップ
- オモクリ監督 〜O-Creator's TV show〜 - 技術協力
- 世界行ってみたらホントはこんなトコだった!?

テレビ朝日系列
- 不思議どっとテレビ。これマジ!?
- 決定!これが日本のベスト100
- ポカポカ地球家族
- ビートたけしの!こんなはずでは!!
- ナンシーさん 〜グッズ一家の快適生活〜（ABC）
- 大人の山歩き〜自分に出会える百名山〜
- 私のホストちゃん〜しちにんのホスト〜
- 私のホストちゃんS〜新人ホストオーナー奇跡の密着6カ月〜
- ガールズトーク〜十人のシスターたち〜
- 甘王の共感スクール
- ガールズトーク 薔薇組
- ドラマ!7人のアイドルゴーゴー!

テレビ東京系列
- アイドルをさがせ!
- ハロー!モーニング。
- 美少女教育
- 解決!クスリになるテレビ
- やるヌキッ!
- 男達の風景
- 完成!ドリームハウス
- 快適!住まいるナビ
- 二人ゴト
- 朝はビタミン!
- 表参道MODE
- イチゲンさん“おはつ”できますか?
- Tokyoハイレゾガール
- HOPE for tomorrow〜感謝を伝える3分間〜

独立UHF局
- TKOの黒船☆ジャパンテレビ神奈川

衛星放送
- 天才のパチンコ（フジテレビTWO）
- 天才のパチスロ（フジテレビTWO）
- クイズ20世紀（BSフジ）

### CM
- ホットドッグプレス
- アデランス
- ワコール
- 箱根彫刻の森美術館
- ep放送

### VP
- 島津製作所
- レコンマ
- 聖飢魔II
- D.J.HONDA LIVE
- 旭化成キャンペーンガール
- 旭化成工場

### DVD
- サイボーグしばた
- 布袋寅泰LIVE